# Sincromismo
Il Sincromismo fu un movimento artistico fondato nel 1912 dagli artisti americani Stanton Macdonald-Wright (1890-1973) e Morgan Russell (1886-1953). Le loro "sincromie" astratte, basate su un approccio alla pittura che associava il colore alla musica, furono tra i primi dipinti astratti nell'arte americana. Anche se ebbe vita breve e non attirò molti aderenti, il sincromismo divenne il primo movimento artistico d'avanguardia americano a ricevere l'attenzione internazionale.

## Teoria e stile
Il sincromismo si basa sull'idea che il colore e il suono sono fenomeni simili e che i colori in un dipinto possono essere orchestrati nello stesso modo armonioso con cui un compositore dispone le note in una sinfonia. Macdonald-Wright e Russell ritenevano che, dipingendo in scale di colore, il  lavoro visivo potesse evocare le stesse sensazioni complesse evocate dalla musica. Come disse Macdonald-Wright, "Sincromismo significa semplicemente 'con il colore' come la sinfonia significa 'con il suono'".
Il fenomeno di "sentire" un colore o l'accoppiamento di due o più sensi - la sinestesia - era anche centrale per il lavoro di Wassily Kandinsky che  in Europa, più o meno nello stesso periodo,  stava sviluppando i suoi dipinti sinestetici, o "composizioni" .

## Storia
Il sincromismo fu sviluppato da Stanton Macdonald-Wright e Morgan Russell mentre studiavano a Parigi nei primi anni 1910 . Nel 1907, Stanton Macdonald-Wright studiò le idee di scienziati ottici come Michel-Eugene Chevreul, Hermann von Helmholtz e Ogden Rood per sviluppare ulteriormente la teoria del colore influenzata dalle armonie musicali .
In seguito, dal 1911 al 1913, Stanton Macdonald-Wright e Morgan Russell studiarono  con il pittore canadese Percyval Tudor-Hart, la cui teoria del colore collegava le qualità del colore alle qualità della musica, come il tono alla tinta e l'intensità alla saturazione . Inoltre influirono su Macdonald-Wright e Russell gli impressionisti, Cézanne e Matisse  . Oltre ai cubisti e agli impressionisti, Macdonald-Wright e Russell furono anche ispirati da artisti come Émile Bernard, che era un cloisonnista, e il sintetista Paul Gauguin per le loro originali esplorazioni delle proprietà e degli effetti del colore  . Russell coniò il termine "Sincromismo" nel 1912, in un esplicito tentativo di trasmettere il legame tra pittura e musica.